# Wojciech Pawłowski (polityk)
Wojciech Jerzy Pawłowski (ur. 10 września 1941 w Chorzowie, zm. 17 października 2012) – polski lekarz i polityk, senator V kadencji.

## Życiorys
Ukończył studia na Wydziale Lekarskim Śląskiej Akademii Medycznej w Katowicach w 1969, uzyskał specjalizację z chorób wewnętrznych i medycyny społecznej. W latach 1974–1998 był dyrektorem Zespołu Opieki Zdrowotnej w Przeworsku. Od 1998 do 2001 zasiadał w radzie powiatu przeworskiego.
Należał do Sojuszu Lewicy Demokratycznej, przewodniczył Związkowi Zawodowemu Pracowników Służby Zdrowia. Z ramienia SLD zasiadał w Senacie V kadencji (2001–2005), reprezentując okręg krośnieński. Brał udział w Komisji Emigracji i Polaków za Granicą oraz Komisji Polityki Społecznej i Zdrowia. W 2005 nie ubiegał się o reelekcję, rok później bez powodzenia kandydował do sejmiku, a w 2010 do rady powiatu.
Był żonaty, miał syna Pawła.